# فرانشيسكو كانسيلوتي
فرانشيسكو كانسيلوتي (بالإيطالية: Francesco Cancellotti)‏ مواليد 27 فبراير 1963 في بيروجيا، هو لاعب كرة مضرب إيطالي سابق بدأ مسيرته كمحترف سنة 1981 وكان يلعب باليد اليمنى، اعتزل اللعب في 1990. أعلى تصنيف له في الفردي كان المركز الـ 21 في سنة 1985. أعلى تصنيف له في الزوجي كان المركز الـ 160 في سنة 1988.

## روابط خارجية
- فرانشيسكو كانسيلوتي على موقع رابطة محترفي التنس (الإنجليزية)
- فرانشيسكو كانسيلوتي على موقع الاتحاد الدولي لكرة المضرب (الإنجليزية)
- فرانشيسكو كانسيلوتي على موقع كأس ديفيز (الإنجليزية)
- فرانشيسكو كانسيلوتي على موقع خلاصة التنس.كوم (الإنجليزية)